# Salu (Saaremaa)
Salu (Duits: Salo) is een plaats in de Estlandse gemeente Saaremaa, provincie Saaremaa. De plaats heeft de status van dorp (Estisch: küla) en telt 28 inwoners (2021).
Tot in oktober 2017 lag de plaats in de gemeente Orissaare. In die maand ging Orissaare op in de fusiegemeente Saaremaa.

## Geschiedenis
Salu werd in 1731 voor het eerst genoemd onder de naam Sallo als nederzetting op het landgoed van Kareda.
In 1977 werd Salu bij het buurdorp Tagavere gevoegd. In 1997 werd het weer een zelfstandig dorp.